# Ixtapaluca
Ixtapaluca är en stad i centrala Mexiko, och huvudort i Ixtapaluca kommun. Staden är belägen i delstaten Mexiko i den centrala delen av landet och ingår i Mexico Citys storstadsområde och hade 322 271 invånare vid folkräkningen 2010.

## Galleri

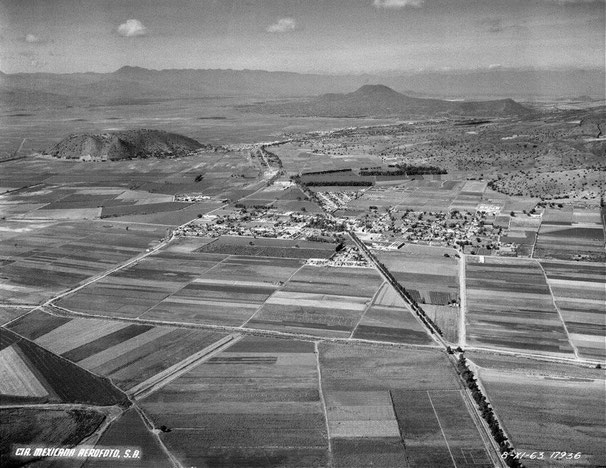
Flygfoto från 1963.
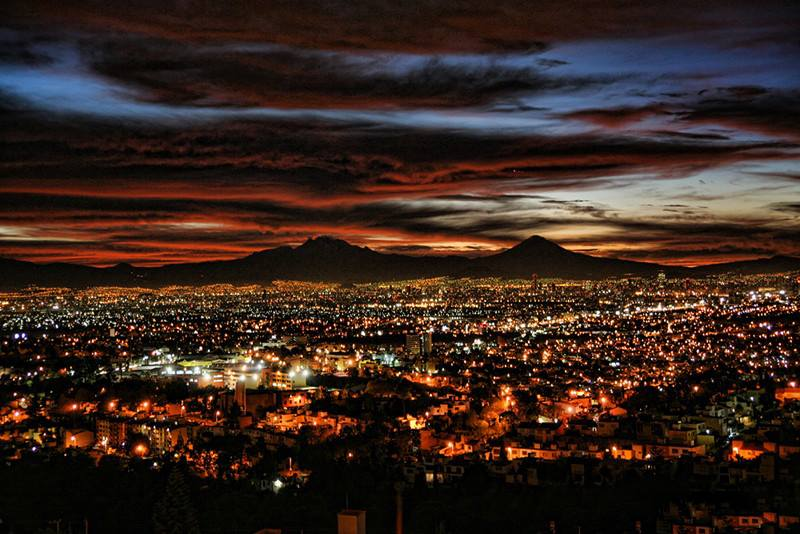
Panorama, natt.
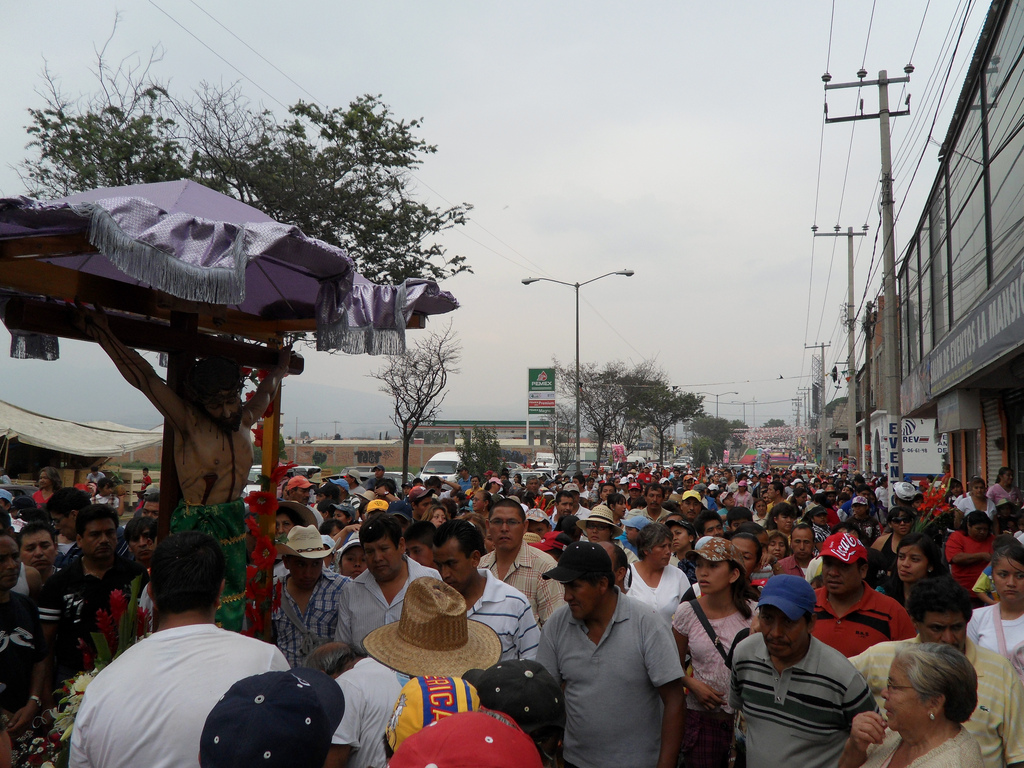
Stor folkfest på gatorna i Jesus ära: Señor de los Milagros.
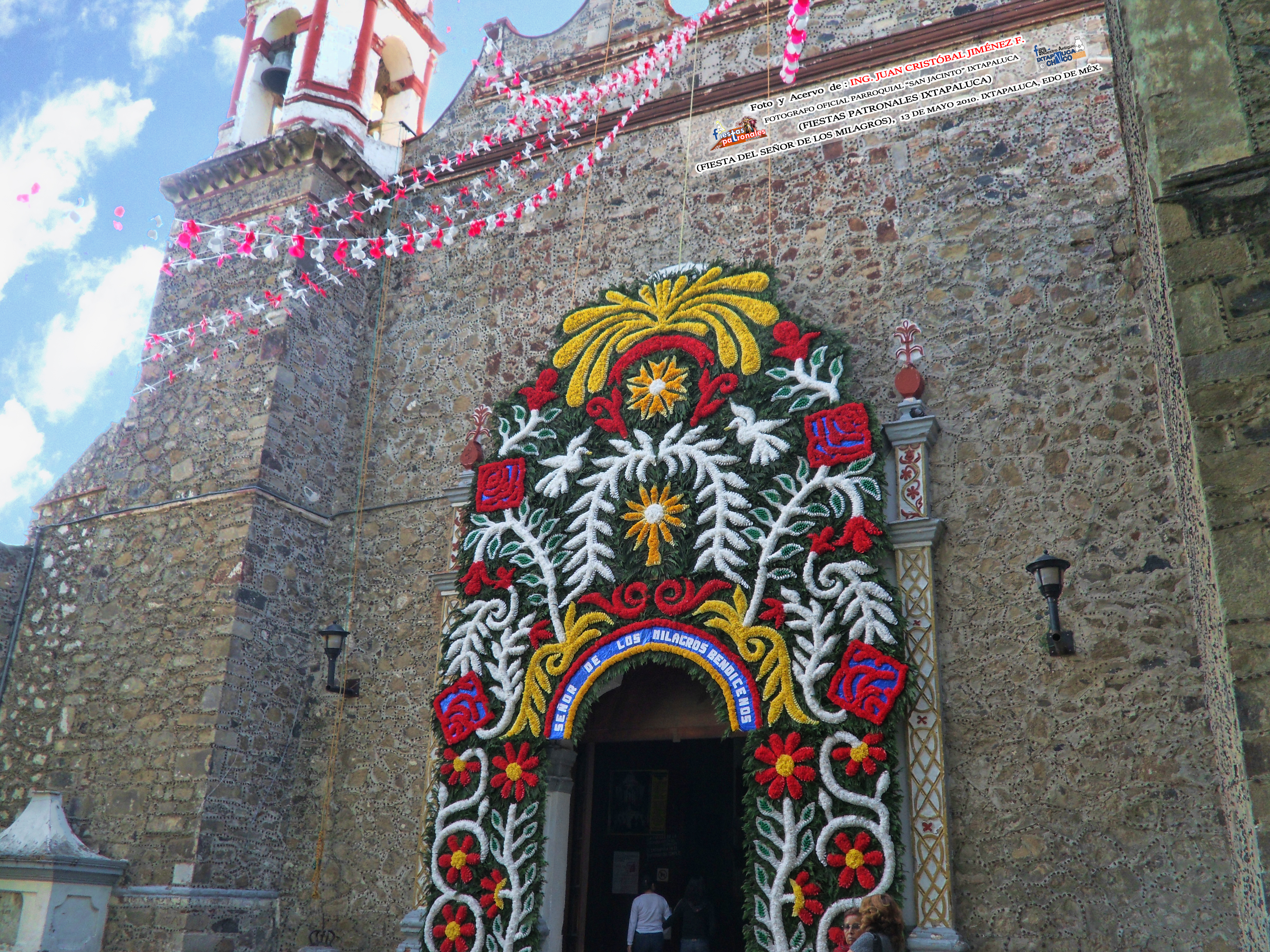
Kyrkan San Jacinto utsmyckad för Señor de los Milagros.
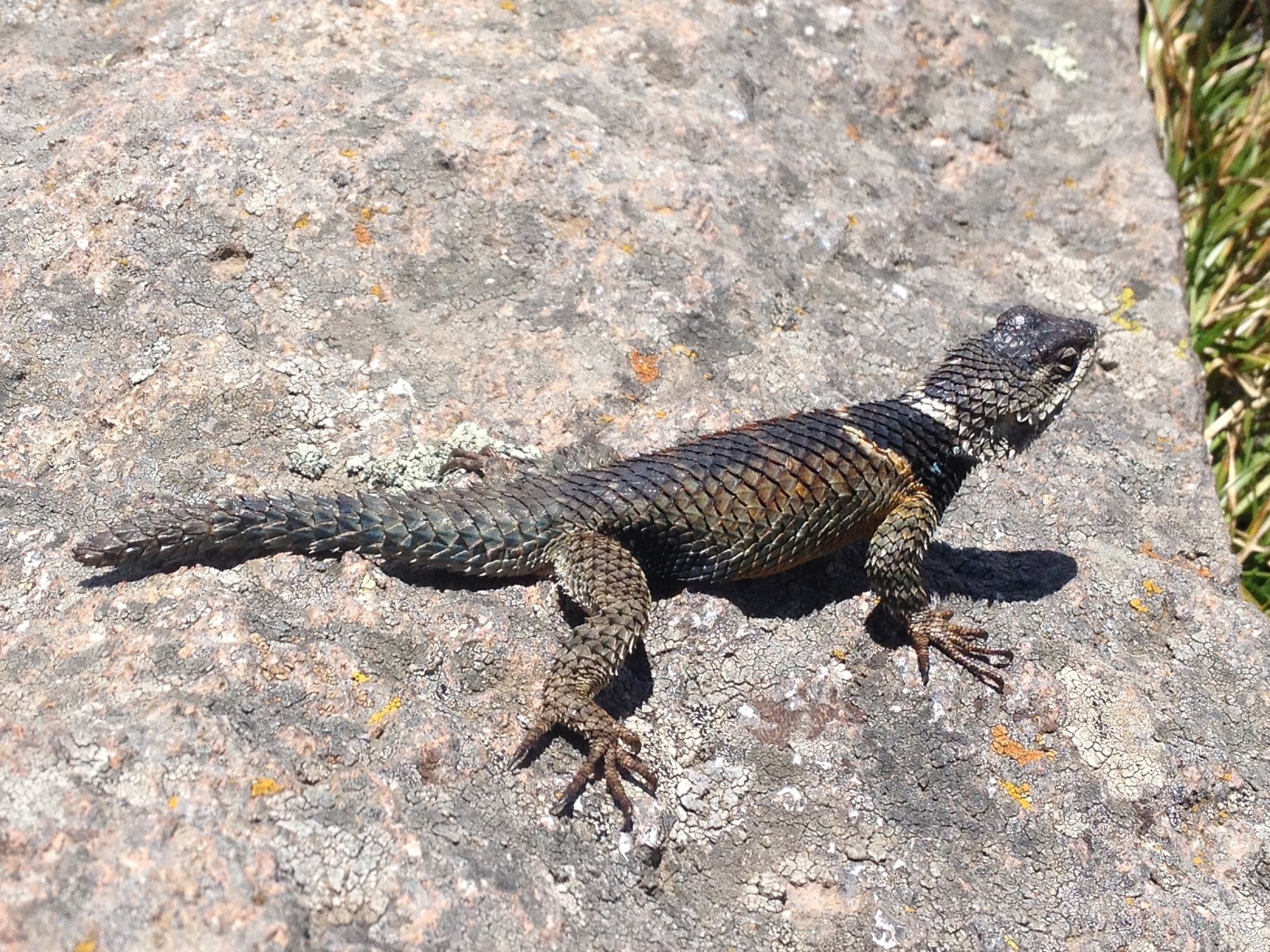
Ödlan Sceloporus mucronatus är vanligt förekommande i Ixtapaluca och hela kommunen.